# Menophra serraria
Menophra serraria är en fjärilsart som beskrevs av Costa 1882. Menophra serraria ingår i släktet Menophra och familjen mätare. Inga underarter finns listade i Catalogue of Life.